# Кутик-Иншушинак

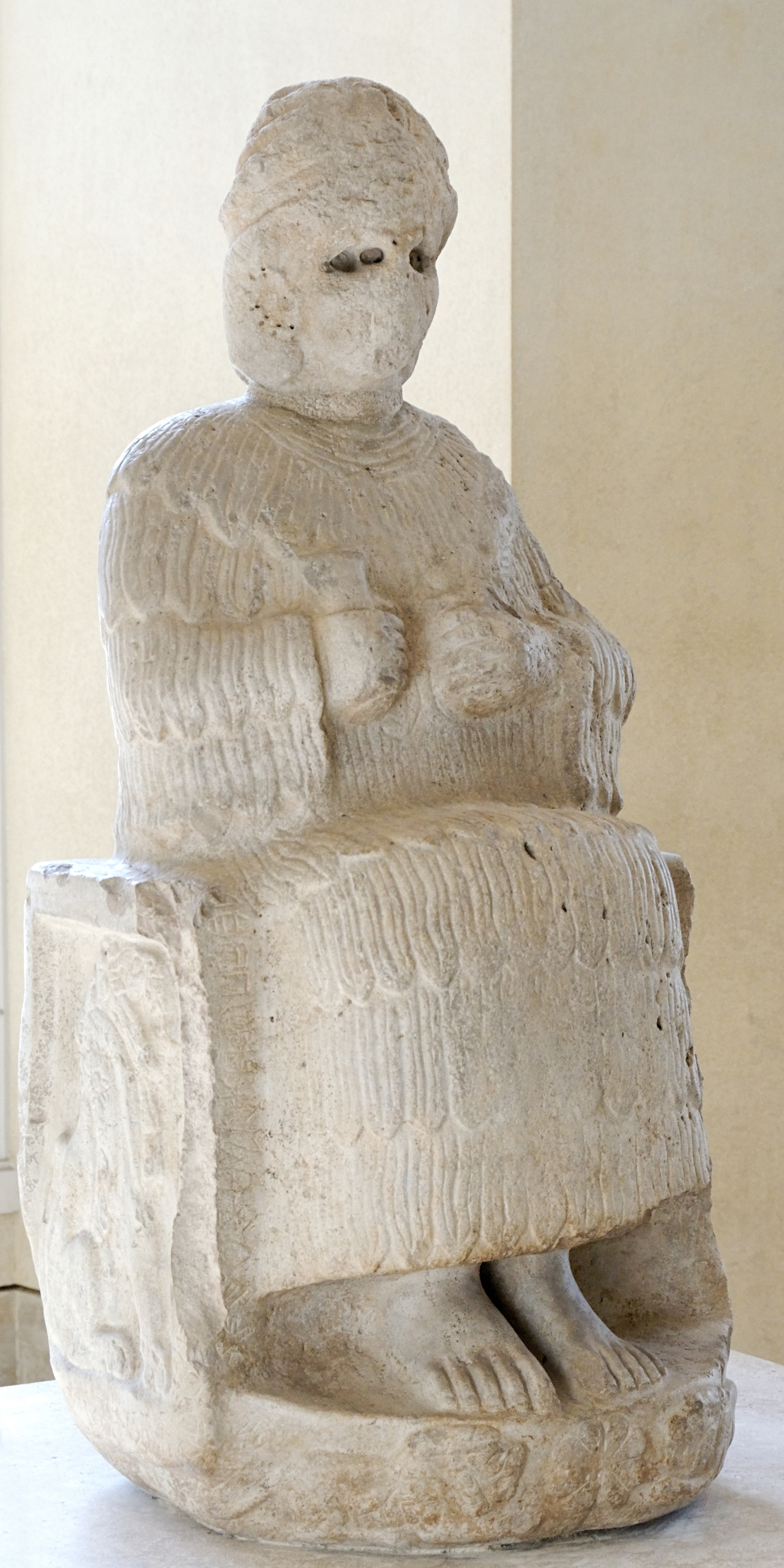

Кутик-Иншушинак (эламс.; аккад. 𒌋𒌋𒀭𒈹𒂞 Пузур-Иншушинак; «Тайна Иншушинака») — царь древнего эламского города Аван из Аванской династии, правил около 2190 до н. э. Сын Шимпихишхука (Shinpi-khish-khuk), который не был царём, но, видимо, находился по женской линии в родственных отношениях с предыдущим царём Хитой.
В царствование Кутик-Иншушинака Элам смог вернуть себе самостоятельность. Элам в то время был подвластен Аккадскому государству, но когда в Месопотамию вторглись племена гутиев, аккадская власть в Эламе ослабла, и гарнизоны аккадцев были выдворены из страны. Кутик-Иншушинак завоевал Аншан и сумел объединить большую часть Элама в одно государство.
Кутик-Иншушинак был первым эламским правителем, от периода царствования которого сохранилось некоторое количество надписей. В целом, речь идёт о сохранившихся ок. 12 текстах, в большинстве случаев посвящённых различным божествам. В своих надписях Кутик-Иншушинак называет себя то ишшаку Суз, то шакканакку Элама. Возможно, что первоначально Кутик-Иншушинак был наместником Суз, а уже потом стал правителем всего Элама. Однако тексты не имеют точной датировки, и это нельзя признать с полной достоверностью.

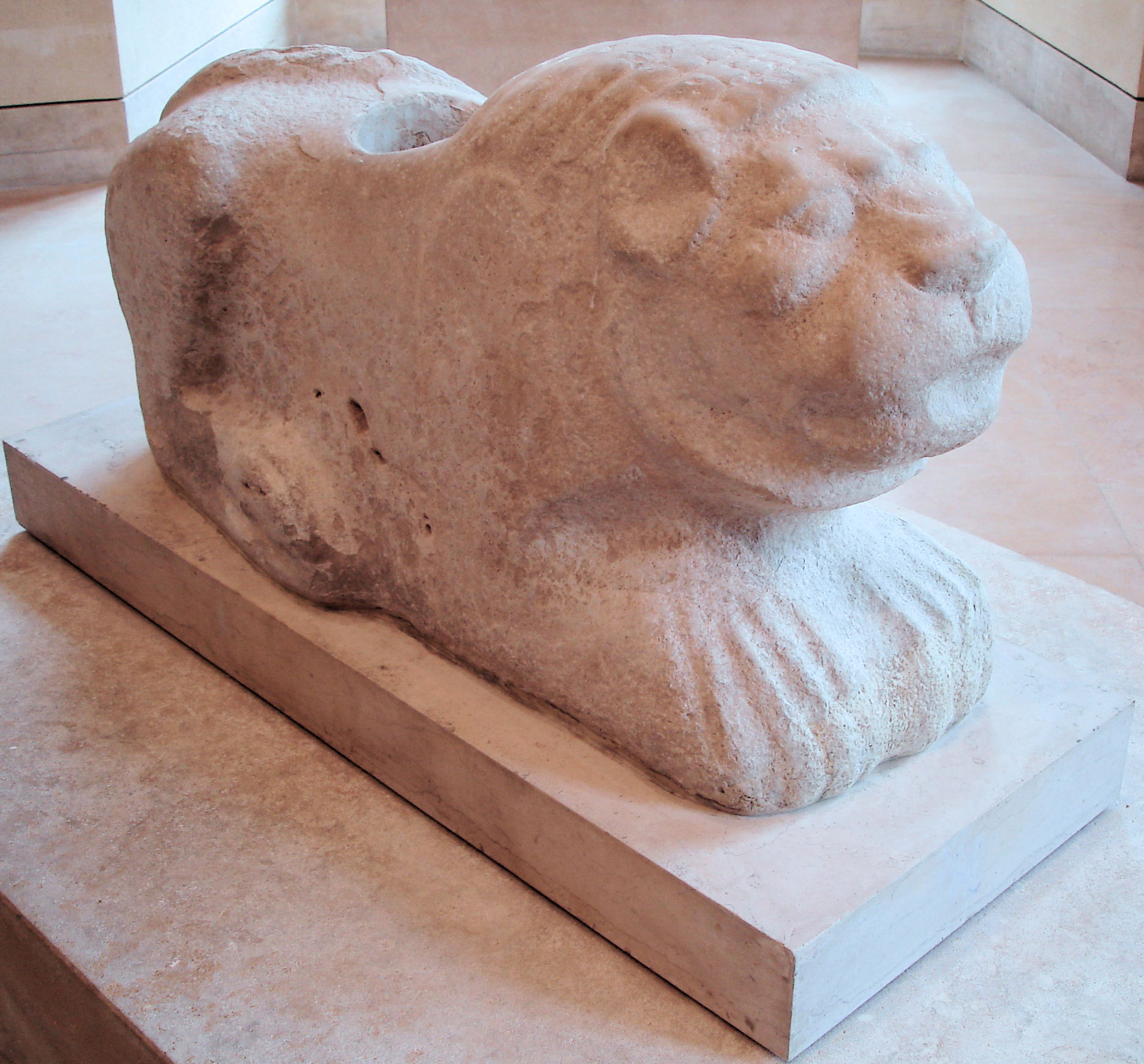
Лев Пузур-Иншушинака

Согласно сохранившимся надписям, Кутик-Иншушинак совершал походы в горы Загроса. В одной надписи сообщается о том, что он захватил 81 город (или местность), по большей части хурритские и луллубейские поселения. Среди них перечисляются Му-Турран (около совр. Багдада), Шильван, Куту (страна гутиев), Кашшен (страна касситов), Ху[му]ртум, Хухунури (Хухнур), Кимаш (около совр. Киркука), далее говорится, что царь Симаша (Симашки) «обнял его ноги». Видно, общая опасность со стороны горцев Загроса (кутиев и других) примирила недавних врагов, и эламиты и аккадцы сообща выступили против них. В ходе этих походов Кутик-Иншушинак значительно расширил границы своего государства.
Кутик-Иншушинак вёл большую строительную деятельность. В Сузах он построил большой новый храм Иншушинаку. Ему также приписывается (согласно одной надписи) прорытие канала у Сидари.
Кутик-Иншушинак был последним царём, который использовал протоэламское пиктографическое линейное письмо, ещё не до конца расшифрованное учеными. Большинство надписей этим письмом происходит именно от времени правления Кутик-Иншушинака. Однако после его смерти оно исчезло, видимо, из-за нашествия кутиев.
О последующих царях Элама почти ничего не известно. Видимо, в результате нашествия кутиев Элам распался на отдельные области. Только спустя столетие страна вновь воссоединилась под властью царей династии Симашки.
| Аванская династия    |                                                 |             |
| Предшественник: Хита | царь Элама кон. XXIII — нач. XXII века до н. э. | Преемник: — |